# Abbaye de Varennes
L'abbaye de Varennes située dans la commune française de Fougerolles dans l'Indre, est une abbaye créée au XIIe siècle, sur l'emplacement d'une installation antérieure des disciples de saint Benoît du VIe siècle qui a été détruite.
C'est en 1148, que le prince Ebbes II de Déols, de la Maison de La Châtre, sixième fils de Raoul II, dit le Chauve et le Grand, prince de Déols, fait venir des moines de l'abbaye de Vauluisant pour fonder un monastère affilié à l'ordre cistercien. Érigée en abbaye royale par Henri II Plantagenêt en 1155, elle connaît deux siècles de prospérité. Elle reçoit des dons en argent, terres et bétail, des forêts, et des avantages, comme la franchise d'impôt, accordée par Ythier de Magnac en 1276. Guillaume III de Chauvigny, en 1294, leur concède une exemption d'impôt sur certaines terres. Un inventaire, dressé sur demande de Philippe VI de Valois en 1333 montre que les revenus de Varennes et de l'abbaye de Noirlac étaient équivalents.
À partir de la deuxième moitié du XVe siècle, l'abbaye évolue vers une exploitation agricole qui doit fournir un revenu aux abbés commendataires. Bientôt, les religieux ne sont plus assez nombreux, et ils font appel à des ouvriers agricoles ou donnent des terres en fermage.
Aux XVIIe et XVIIIe siècles, sa situation se dégrade plutôt en comparaison avec les abbayes voisines. Ainsi, ses revenus ne sont plus que la moitié de ceux de l'abbaye de Noirlac.
Son histoire se termine à la Révolution, où l'abbaye est transformée en exploitation agricole et le cloître est démoli.
Depuis 1980, l'ensemble est en cours de restauration par ses actuels propriétaires.  L'abbaye, où a vécu et est morte la photographe Jenny de Vasson (1872-1920) a reçu le label Maisons des Illustres.

## Construction
Le plan du monastère est strictement conforme à l'architecture cistercienne : l'église est orientée est-ouest, la salle capitulaire et le dortoir s'inscrivent dans le prolongement du côté sud du transept, la chaufferie et le réfectoire sont construits au sud, en parallèle avec l'église, et le dortoir des convers ferme, à l'ouest, l'espace carré réservé au cloître. Au centre se trouve un puits qu alimentait sans doute une fontaine. Il ne reste pas de trace des autres bâtiments, notamment l'hôtellerie ou porterie.
L'église est construite dans la deuxième moitié du XIIe siècle. Elle présentait une nef flanquée de collatéraux supprimés au XIIIe siècle. À la même époque, la nef fut raccourcie à l'ouest. Le réfectoire date du XIIIe siècle. Les bâtiments des convers sont également du XIIIe siècle ; ils ont été modifiés au XVIIIe siècle.

## Historique

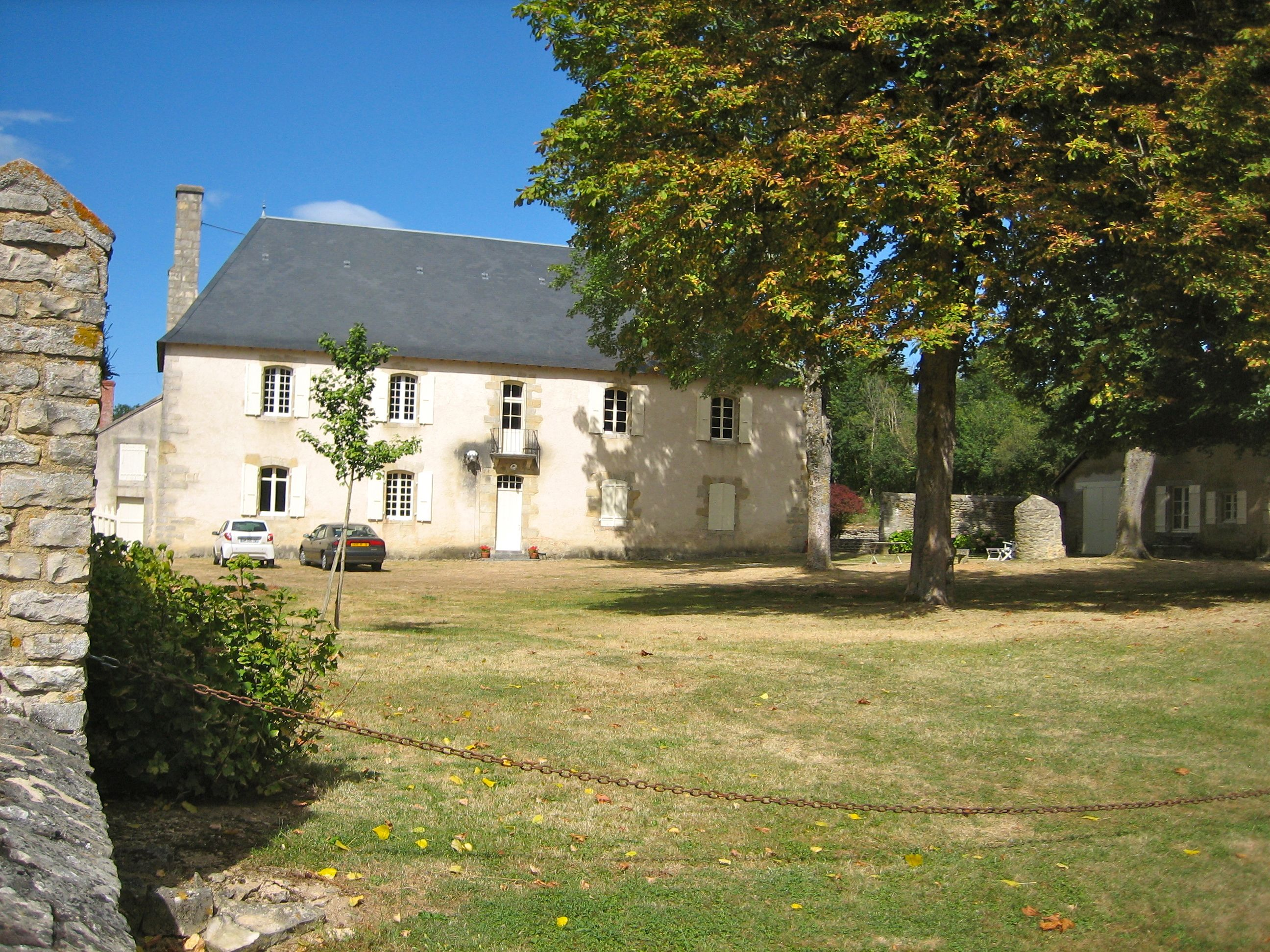
Maison abbatiale.

Des travaux importants ont été réalisés à la fin du XVIIe siècle, à l'occasion de la nomination de François de Castagnères qui est exilé à Varennes. La maison abbatiale a été édifiée à partir de 1698. Au XVIIIe siècle, certains bâtiments ont été remaniés, le transept et le chevet de l'église abattus. Il ne reste plus que la nef, aujourd'hui.
À la Révolution, la municipalité de Fougerolles prend possession de l'abbaye en 1790 ; celle-ci ne comprenait plus que deux moines ; les bâtiments conventuels sont partagés en deux lots et vendus comme biens nationaux. Le cloître est démoli. Les archives du monastère n’ont pas été transférées, lors de la Révolution, au chef-lieu du district, comme c’était l’usage, mais ont été conservées sur place sous scellés, ce qui a entraîné leur destruction. La séparation en deux propriétés distinctes s’étant perpétuée jusqu’à nos jours.

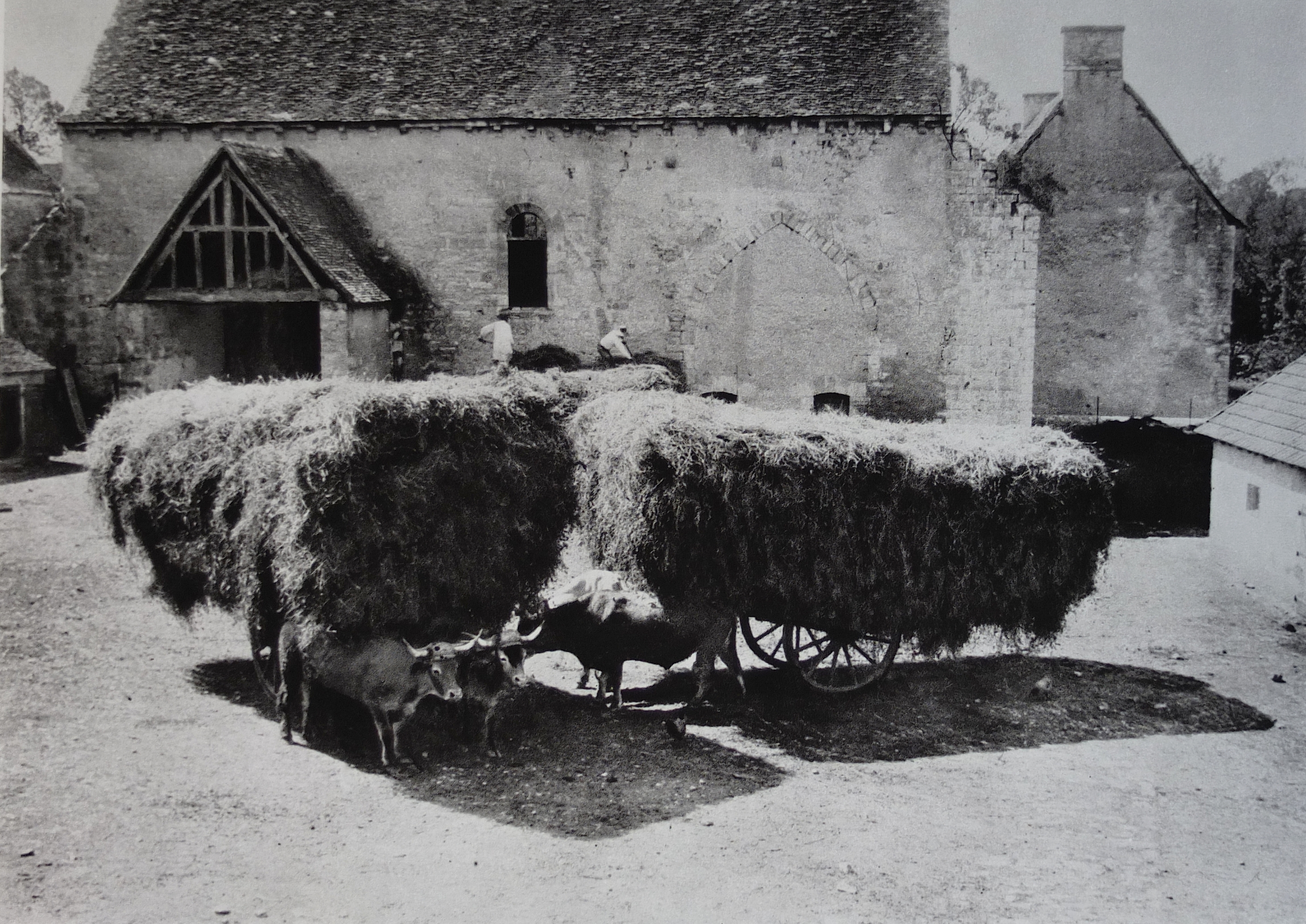
La moisson, devant l'ancienne église abbatiale, photographie de Jenny de Vasson, vers 1905.

En 1901, Paulin Girard de Vasson (1839-1923) s’installe à Varennes avec son épouse Nannecy et leur fille Jenny, qui va y réaliser l’essentiel de son œuvre photographique. Paulin Girard de Vasson est le fils d’un procureur du Roi à La Châtre, puis à Châteauroux. Comme son père, il est de convictions républicaines et s’engage dans la magistrature : après avoir été substitut du procureur impérial à Cosne-sur-Loire, il est nommé procureur à Châteauroux, puis à La Châtre. À Varennes, ils y reçoivent de nombreux artistes du Berry tels le poète Maurice Rollinat, le sculpteur Ernest Nivet et les peintres Fernand Maillaud et Bernard Naudin.
À la fin du XXe siècle, l'abbaye a bénéficié de deux arrêtés de protection au titre des monuments historiques. L'inscription du 18 février 1993 porte principalement sur les vestiges du cloître et le réfectoire, alors que le classement du 30 septembre 1994 concerne principalement l'église et la maison de l'abbé.

## Abbés
On connaît une liste partielle des abbés. Les premiers sont des abbés réguliers, élus par les moines, les suivants des abbés commendataires qui s'intéressent à l'abbaye principalement pour l'honneur et les revenus qu'elle peut leur rapporter.

### Abbés réguliers connus
Les abbés réguliers sont élus par les moines réunis en chapitre pour diriger l'abbaye. La liste suivante est lacunaire.
- Jourdain, connu par un bref du pape Alexandre III datant de 1162
- Eloy, élu en 1178
- Jean de Saxe, de 1271 à 1328
- Pierre, élu en 1339
- Bernard, élu en 1350
- Guillaume, élu en 1369
- Bernard, élu en 1398
- Guillaume, abbé en 1402
- André, de 1408 à 1412
- Jean Buillet, mort en 1418
- Guillaume Brunelli
- Étienne, élu en 1451
- Guy de Chauvigny, élu en 1465
- Jacques, élu en 1466*

### Abbés commendataires
Les abbés commendataires sont souvent des personnages importants récompensés, ou au contraire exilés sur les abbayes.
- Antoine Beruyer, cité comme abbé en 1511 et en 1515
- Thomas de Mesnay, 1539
- Antoine de Bagallois, nommé en 1564
- Jean de Lister, nommé en 1576
- Pierre Fradet, nommé en 1589, cité en 1599 et en 1610
- Mathieu Perrot, nommé en 1615, chancelier de l'académie et de l'église de Bourges
- Jacques de Neuchêze, nommé en 1655
- Jean de Mesnil, seigneur de Beaujeu, chanoine de Bourges, nommé en 1659
- Louis Pot de Rhodes, nommé en 1668, fils d'un grand maître des cérémonies de France
- François de Castagnères de Châteauneuf, nommé en 1692
- Nicolas de la Galissonnière, nommé en 1708
- Guillaume IV d'Hugues, nommé en 1720, vicaire général d'Embrun, évêque de Nevers puis archevêque de Vienne
- Étienne Dollet, nommé en 1749
- Jean-Baptiste Bourlier, nommé en 1775